# James Despencer-Robertson
Pour les articles homonymes, voir Robertson.
James Archibald St George Fitzwarenne-Despencer-Robertson, dit James Despencer-Robertson, né à Liverpool le 7 novembre 1886 et mort  à Salisbury le 5 mai 1942,, est un homme politique britannique.

## Biographie
Éduqué au collège d'Eton comme bon nombre de garçons de familles aisées, il obtient ensuite un diplôme de licence (Bachelor of Arts) au New College de l'université d'Oxford. Il participe à la Première Guerre mondiale dans le régiment d'infanterie des Royal Welch Fusiliers, et est fait officier de l'ordre de l'Empire britannique à son issue. Entré en politique, il est élu député conservateur de la circonscription londonienne d'Islington-ouest aux élections législatives de 1922. Il est nommé secrétaire parlementaire privé auprès de Charles Craig, secrétaire parlementaire au ministère des Pensions de guerre. Le Premier ministre conservateur Stanley Baldwin convoque toutefois des élections anticipées l'année suivante afin de recueillir l'accord des citoyens pour la mise en place d'une politique commerciale protectionniste. Les conservateurs perdent le scrutin, et James Despencer-Robertson perd son siège de député au profit du candidat travailliste Frederick Montague, lui aussi vétéran de la Grande Guerre,.

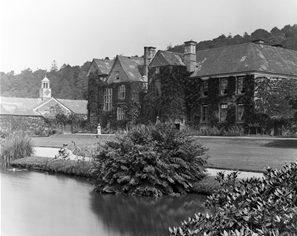
Sydenham House en 1899, que James Despencer-Robertson fera rénover.

Il se présente à nouveau sans succès dans cette circonscription aux élections de 1924 et de 1929. Il est choisi comme candidat du Parti conservateur pour une élection partielle dans la circonscription de Salisbury en mars 1931, et y est élu avec une majorité absolue des suffrages face aux candidats libérale et travailliste. Peu après, le Premier ministre travailliste Ramsay MacDonald forme un gouvernement d'union nationale pour faire face aux effets de la Grande Dépression, et convoque des élections anticipées pour octobre 1931. James Despencer-Robertson conserve très aisément son siège, ainsi qu'aux élections de 1935. Il demeure député d'arrière-ban,.

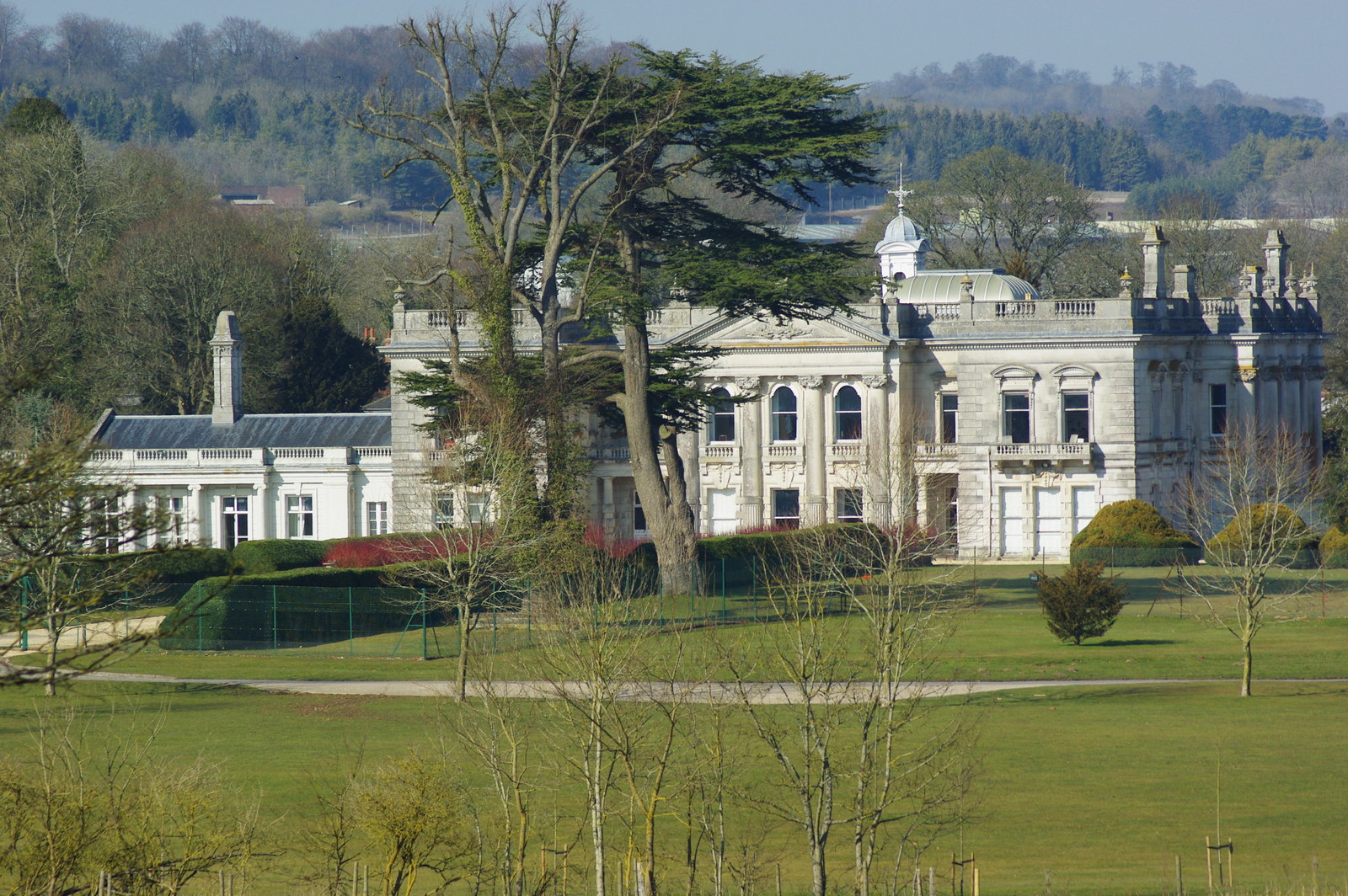
Le manoir au camp militaire de Tidworth.

En 1937 il achète Sydenham House (en), dans le comté de Devon. Cette maison du début du XVIIe siècle étant en mauvais état, il emploie l'architecte Philip Tilden pour la restaurer. Durant la Seconde Guerre mondiale, James Despencer-Robertson met sa maison à disposition d'une école pour filles et rejoint les forces armées. Étant alors âgé de 53 ans, il est intégré au Corps du service général (en), qui a pour mission de fournir des spécialistes aux autres corps de l'armée. Posté avec le grade de lieutenant-colonel comme secrétaire militaire au quartier général méridional du Commandement militaire à Tidworth Camp (en), dans le Wiltshire, il y meurt le 5 mai 1942, semble-t-il d'épuisement en raison d'une trop lourde charge de travail. Il est inhumé dans le cimetière du village de Newton Tony, à proximité. Il est l'un des cinquante-six parlementaires britanniques morts à la Seconde Guerre mondiale et commémorés par un vitrail au palais de Westminster,,,.